# Juan Antonio Flecha
Juan Antonio Flecha Giannoni (ur. 17 września 1977 w Junín, Argentyna) – hiszpański kolarz szosowy, zawodnik profesjonalnej ekipy Vacansoleil-DCM Pro Cycling Team.
Zawodowym kolarzem został w roku 2000 występując w hiszpańskiej grupie Relax-Fuenlabrada. Trzy lata później, będąc zawodnikiem grupy iBanesto.com odniósł największy sukces w swojej karierze zwyciężając na 11. etapie Tour de France. W 2004 roku wygrał prestiżowy klasyk Mistrzostwa Zurychu. Karierę zakończył po Tour of Beijing w 2013 roku.

## Ważniejsze zwycięstwa i sukcesy
- 2001
  - 1. miejsce na 4. etapie Vuelta a Aragon
  - 1. miejsce na 3. etapie Euskal Bizikleta
- 2002
  - 4. miejsce w Klasika Primavera
- 2003
  - 1. miejsce na 11. etapie Tour de France
  - 3. miejsce w Giro del Lazio
  - 7. miejsce w Giro del Piemonte
- 2004
  - 7. miejsce w Kuurne-Bruksela-Kuurne
  - 12. miejsce w Ronde van Vlaanderen
  - 7. miejsce w Gandawa-Wevelgem
  - 13. miejsce Paryż-Roubaix
  - 2. miejsce na 11. etapie Tour de France
  - 5. miejsce w Tour of Luxembourg
  - 1. miejsce w Mistrzostwa Zurychu
  - 1. miejsce w Giro del Lazio
- 2005
  - 1. miejsce na 4. etapie Volta a la Comunitat Valenciana
  - 2. miejsce w Gandawa-Wevelgem
  - 3. miejsce w Paryż-Roubaix
- 2006
  - 4. miejsce w Paryż-Roubaix
  - 4. miejsce w Brabantse Pijl
  - 6. miejsce w Eneco Tour
  - 2. miejsce w Grand Prix Ouest France-Plouay
  - 5. miejsce w Tour de Luxembourg
- 2007
  - 2. miejsce w Omloop Het Nieuwsblad
  - 2. miejsce w Paris-Roubaix
- 2008
  - 3. miejsce w Brabantse Pijl
  - 3. miejsce w Ronde van Vlaanderen
  - 1. miejsce w Circuit Franco-Belge
  - 3. miejsce na 9. etapie Vuelta a España
- 2009
  - 3. miejsce w Omloop Het Nieuwsblad
  - 6. miejsce w Paryż-Roubaix
  - 6. miejsce w Eneco Tour
- 2010
  - 1. miejsce w Omloop Het Nieuwsblad
  - 3. miejsce w Paryż-Roubaix
  - 3. miejsce w E3 Harelbeke
- 2011
  - 2. miejsce w Omloop Het Nieuwsblad
  - 4. miejsce w Tour of Qatar
  - 11. miejsce w Ronde van Vlaanderen
  - 9. miejsce w Paryż-Roubaix
- 2012
  - 2. miejsce w Tour de l’Eurométropole
  - 3. miejsce w Tour of Qatar
  - 3. miejsce w Omloop Het Nieuwsblad
  - 4. miejsce w Paryż-Roubaix
- 2013
  - 5. miejsce w Gandawa-Wevelgem
  - 6. miejsce w Post Danmark Rundt
  - 8. miejsce w Paryż-Roubaix
  - 13. miejsce w Giro di Lombardia